# Bruit sismique
Le bruit sismique est un ensemble de vibrations permanentes du sol, dues à une multitude de causes. C'est une composante des sismogrammes (les signaux enregistrés par les sismomètres), généralement indésirable et difficilement interprétable. Le bruit sismique a des causes naturelles (vents et autres phénomènes atmosphériques, vagues océaniques, etc.) et des causes humaines (circulation automobile, machinerie lourde, etc.).
Le bruit sismique est principalement constitué d'ondes de surface. Les ondes de basse fréquence (inférieure à un hertz) sont généralement qualifiées de microséismes, et celles de haute fréquence (> 1 Hz) de microtrémors (en).
Le bruit sismique affecte toutes les disciplines dépendant de la sismologie, comme la géologie, l'exploration pétrolière (en), l'hydrologie, le génie parasismique et le contrôle de santé intégré. Dans ces disciplines il est souvent qualifié de champ d'ondes ambiant ou de vibrations ambiantes.
Le bruit sismique est une nuisance pour les activités sensibles aux vibrations, telles que les mesures de haute précision, le fraisage de précision, les télescopes et la croissance des cristaux. Il a aussi des utilisations pratiques, par exemple pour déterminer les propriétés dynamiques à faible contrainte des ouvrages de génie civil (ponts, bâtiments, barrages, etc.) ou pour caractériser les propriétés élastiques du sous-sol et dresser des cartes de microzonage sismique (en).

## Origine
Les recherches sur l'origine du bruit sismique indiquent que la partie basse fréquence du spectre (inférieure à 1 Hz) est due à des causes naturelles, notamment les vagues océaniques. En particulier, le pic entre 0,1 et 0,3 Hz est clairement associé à l'interaction de vagues de fréquences presque égales mais de directions opposées,,,. À haute fréquence (supérieure à 1 Hz), le bruit sismique est principalement dû aux activités humaines telles que la circulation routière et les travaux industriels, mais il y a aussi des sources naturelles comme les rivières. Aux environs de 1 Hz, le vent et d'autres phénomènes atmosphériques sont aussi une source majeure de vibrations du sol.

## Caractéristiques
L'amplitude des vibrations du bruit sismique est typiquement de l'ordre de 0,1 à 10 µm/s, et reliée à la fréquence.
Le bruit sismique est principalement constitué d'ondes de surface (ondes de Love et Rayleigh), mais comprend aussi des ondes de volume (ondes P et S). Ces ondes sont dispersives, c'est-à-dire que leur vitesse de phase varie avec la fréquence (en général, elle diminue lorsque la fréquence augmente). Comme la relation de dispersion dépend étroitement des variations de la vitesse des ondes de cisaillement avec la profondeur, elle peut être utilisée comme un outil non invasif pour l'étude de la structure du sous-sol.

## Histoire
Le bruit sismique a une trop faible amplitude pour être ressenti par les humains, et il ne pouvait pas non plus être enregistré par les premiers sismomètres, à la fin du xixe siècle. Dès cette époque cependant, des vibrations ambiantes dans des bâtiments, où les amplitudes sont amplifiées, ont pu être enregistrées par le Japonais Fusakichi Ōmori, l'un des pionniers de la sismologie. Il a notamment déterminé les fréquences de résonance des bâtiments et étudié leur évolution en fonction des dommages subis.